# Reguengo Grande
Reguengo Grande is een plaats (freguesia) in de Portugese gemeente Lourinhã en telt 1562 inwoners (2001).